# Tatarstans flagga
Tatarstans flagga antogs 29 november 1991 som den ryska delrepubliken Tatarstans flagga. Den övre delen är grön och den undre är röd med ett vitt band som skiljer färgfälten åt.